# Liste des lieux patrimoniaux du comté d'Elgin
Cet article recense les lieux patrimoniaux de la comté d'Elgin inscrits au répertoire des lieux patrimoniaux du Canada, qu'ils soient de niveau provincial, fédéral ou municipal.

## Liste
| [ 1 ] | Lieu patrimonial                                        | Illustration                                            | Municipalité       | Adresse                                        | Coordonnées      | No    | Constr. | Prot.                                    | Rec. | Notes |
| ----- | ------------------------------------------------------- | ------------------------------------------------------- | ------------------ | ---------------------------------------------- | ---------------- | ----- | ------- | ---------------------------------------- | ---- | ----- |
| M     | Port Burwell Lighthouse                                 | Port Burwell Lighthouse                                 | Bayham             | 17, Robinson                                   | 42.6453 -80.8068 | 7787  | 1840    | Municipal Heritage Designation (Part IV) | 1985 |       |
| F     | Port Stanley                                            | Port Stanley                                            | Central Elgin (en) | junction of Bridge, Main and Colbourne Streets | 42.6661 -81.212  | 15722 | 1669    | LHN                                      | 1923 |       |
| F     | Remblais de Southwold                                   | Remblais de Southwold                                   | Southwold (en)     |                                                | 42.6741 -81.3602 | 11706 | 1550    | LHN                                      | 1923 |       |
| F     | Ancienne gare ferroviaire de la Canada Southern Railway | Ancienne gare ferroviaire de la Canada Southern Railway | St. Thomas         | 810 Talbot Street                              | 42.778 -81.186   | 6495  | 1873    | Heritage Railway Station                 | 1989 |       |
| F     | Hôtel de ville de St. Thomas                            | Hôtel de ville de St. Thomas                            | St. Thomas         | 545 Talbot Street                              | 42.7792 -81.1927 | 9166  | 1899    | National Historic Site of Canada         | 1984 |       |
| F     | Manège militaire                                        | Téléverser                                              | St. Thomas         | Chester and Wilson Streets                     | 42.7677 -81.1951 | 11057 | 1902    | Recognized Federal Heritage Building     | 1992 |       |
| P     | St. Thomas Pioneer Church                               | St. Thomas Pioneer Church                               | St. Thomas         | 55, Walnut street                              | 42.7772 -81.2062 | 10581 | 1824    | Ontario Heritage Foundation Easement     | 1982 |       |